# Hexapathinae
Hexapathinae is een onderfamilie van neteldieren uit de klasse van de Anthozoa (bloemdieren).

## Geslachten
- Heteropathes Opresko, 2011
- Hexapathes Kinoshita, 1910